# 七封信
《七封信》（英語：7 Letters）是一部於2015年製作的新加坡電影。由巫俊锋、邱金海、梁智強、K·拉加歌帕、陈彬彬、陈子谦和唐永健執導，巫俊锋、邱金海、梁智強、夏友慶、K·拉加歌帕、陈彬彬、陈子谦和唐永健編劇。這部電影是新加坡建國五十周年電影。

## 劇情
《七封信》是一部由七部不同導演執導的短片湊合而成的電影，按播放順序分別是邱金海的《戲院》、梁智強的《那個女孩》、拉加歌帕的《火焰》、陈子谦的《花戀》、陳彬彬的《北干那那》、巫俊鋒的《分離》和唐永健的《阿嫲的定位系統》。
《戲院》為一部默片，記述一名老人看一部馬來殭屍片時，勾起以前的回憶，於是按照找回的舊照片召集當年參與拍攝的演員，再度翻拍這部殭屍片。
《那個女孩》記述一個女生暗戀一個男生的故事。女生為了幫男生還他向高利貸借的錢，不惜受到父母的打罵。學期結束時，女生搬家，與漸行漸遠的男生告別。
《火焰》講述新加坡獨立後，在殖民地政府工作的泰米爾家庭面臨留在新加坡與否的決擇。父親猶豫許久後決定舉家移居英國。兒子被父親的威嚴懼怕而顯得不知所措，媳婦則以自己為新加坡人和懷孕為由，堅決留下。最後媳婦砸爛手中碗盤，以示打破沉默。
《花戀》描述了新加坡組屋居民的生活。馬來婦人不介意樓下的小孩來她家洗澡，兩人語言亦不通，但心靈相通。小孩的父親交水電費之後，小孩再沒有到婦人的家洗澡，婦人感到失落，於是將收音機吊到小孩家窗前，歌唱一曲。
《北干那那》敘述一個女孩在其養父母的帶領下前往北干那那尋找親生母親，最後毫無所獲，只留下一張舊照片。
《分離》記述患上老人癡呆症的馬來男子到新加坡尋找華裔初戀情人，得悉情人已移居澳洲，他於是到已停用的丹戎巴葛火車總站，碰巧火車站正被用作拍攝電影，他看見電影中的情侶，回想起以前的情景。
《阿嫲的定位系統》敘述居於新加坡的一家三代去馬來西亞祭祖，祖母對已離世的祖父談話，反映了因新加坡市容的改變，她的孩子亦因急速的城市步伐而變得急功近利。祖母去世後，一家維持祭祖的儀式。

## 製作
《七封信》的總製作費維持保密，但據導演之一陳子謙表示，執導《七封信》的導演都沒收取導演費，需要倒貼電影拍攝的成本。他亦表示，電影裡的七部影片均以故事發生時間來決定順序。其中一個導演梁智強為了遷就電影片長，更自行剪掉其執導短片中長7分鐘的內容。
《七封信》中的鋼琴配樂由金馬獎得主何國傑作曲，長度約5分鐘，以將七部短片的內容連貫起來。此外，《阿嫲的定位系統》的插曲《心肝》由新加坡歌手龔芝怡主唱。

## 上映及反響
《七封信》於2015年7月24日至7月26日間在新加坡首都戏院上映六場，並為建國一代、學生、長者和弱勢社群加開三場。七位參與執導的導演決定《七封信》的戲票票價不定，所得票房收入撥歸慈善機構。2015年7月1日中午《七封信》開始售票後，所有六場的戲票在兩個多小時之內售罊，
影片獲得新加坡政府的高度評價。新加坡教育部部長王瑞傑表示，《七封信》標誌著新加坡電影及藝術文化的發展，並指電影刻畫了新加坡人獨特又多元化的生活方式，並增加新加坡人的身份認同。新加坡文化、社區及青年部部長黃循財表示，《七封信》透過七部短片組成的感人電影，展現新加坡的心聲和靈魂。
2015年10月初，《新明日報》曾邀請新加坡的影評人和電影記者推選最適合代表新加坡參選奧斯卡金像獎最佳外語片的電影，大部份受訪者都選擇《七封信》。其後，新加坡媒体发展管理局宣佈《七封信》代表新加坡參選奧斯卡金像獎最佳外語片。
但亦有評論對《七封信》表示批評。新加坡博客《新國志》的作者韋春花引述報章評論指出，《七封信》像傷痕文學。